# Klassisches Theater Ioan Slavici

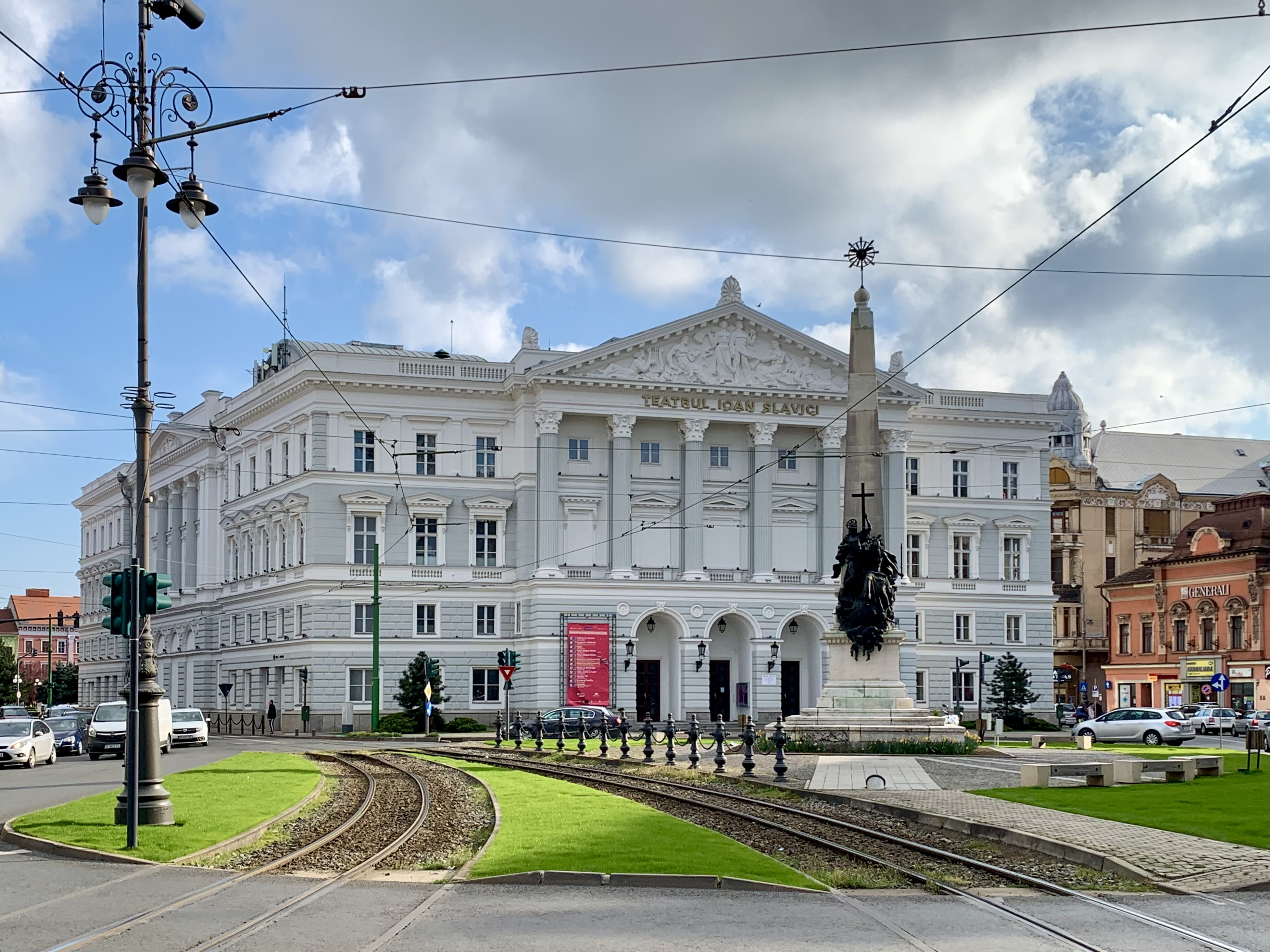
Das klassische Theater Ioan Slavici, 2023

Das klassische Theater Ioan Slavici (rumänisch Teatrul Clasic „Ioan Slavici“) ist ein Schauspielhaus in der westrumänischen Stadt Arad. Die Spielstätte befindet sich an der Einmündung des Bulevardul Revoluției Nr. 103 in den Avram-Iancu-Platz. Das Gebäude wurde zwischen 1872 und 1874 im klassizistischen Stil erbaut. Von 1958 bis 1960 erhielt das Gebäude im Zuge aufwendiger Renovierungsarbeiten sein heutiges Aussehen.

## Geschichte
In der ersten Hälfte des 19. Jahrhunderts erlebte Arad einen großen wirtschaftlichen und kulturellen Aufschwung, der mit einer außergewöhnlichen Entwicklung des Theaterlebens einherging. Das alte Theater entsprach den Anforderungen nicht mehr. Der Baron Bánhidy Béla sah bereits 1862 die Notwendigkeit eines neuen Theaters. 1868 traf der Stadtrat die Entscheidung zum Bau zweier Gebäude, dem Rathaus und dem Theater. Die 700 000 Gulden, die zum Bau der beiden Gebäude benötigt wurden, stellte eine Wiener Bank zur Verfügung. Das Theater wurde zwischen 1872 und 1874 nach den Plänen des Architekten Antal Skalnitzky gebaut. Die feierliche Eröffnung fand am 21. September 1874 in Anwesenheit des österreichischen Kaisers Franz Joseph I. statt.
Zu Beginn waren die Theatervorstellungen in deutscher und in ungarischer Sprache. Eine der berühmtesten Schauspielerinnen, die hier auftraten, war die ungarische Schauspielerin Déryné Széppataki Róza (1793–1872). Im Jahr 1945 wurde die rumänische Abteilung des Theaters eröffnet, 1948 das Rumänische Staatstheater Arad gegründet und 1949 die ungarische Abteilung geschlossen. Seit 2006 trägt das Theater den jetzigen Namen, mit dem der Schriftsteller Ioan Slavici (1848–1925) geehrt wird.
Im Jahr 1957 wurde das Theatergebäude während eines Brandes fast völlig zerstört. Die Renovierungsarbeiten wurden dem Architekten Alexandru Iotzu von der Akademie für Architektur Bukarest (rumänisch Academia de Arhitectură din Bucureşti) anvertraut. Bei der Renovierung berücksichtigte man die Originalpläne. Seit der Fertigstellung hat das Gebäude sein heutiges Aussehen. 1960 hatte Arad das modernste Theatergebäude Rumäniens.
Heute befinden sich in dem Gebäude das Klassische Theater, der rumänische Schriftstellerverband Arad und die Redaktion der Zeitschrift ARCA.

## Beschreibung
Das Theatergebäude ist in neoklassischem Stil gebaut und hat drei Stockwerke. Der Haupteingang befindet sich auf dem Bulevardul Revoluției. Über dem dreiteiligen Eingangstor erheben sich sechs Pilaster, die in einem korinthischen Kapitell enden und ein dreieckiges Triptychon tragen. In der Eingangshalle befindet sich ein 19 Meter breites und 4 Meter hohes Basrelief aus Mosaiksteinchen, das den Namen Aufbau des Sozialismus (rumänisch Construirea socialismului) trägt.
Eine besondere Erwähnung verdient die hervorragende Akustik, die als Folge der runden Wand mit Tannenholzverkleidung des Saals entsteht. Bei seiner Fertigstellung im Jahr 1874 hatte der Saal drei Etagen, eine Empore und 92 Logen. Im Erdgeschoss gab es 276 Stühle und 150 Stehplätze, in der ersten und zweiten Etage befanden sich die Logen, die dritte Etage hatte einen Balkon mit 72 Plätzen und eine Galerie für 170 Zuschauer.
Die Bühne war 16 Meter tief, hatte eine Öffnung von 10 Metern und eine Höhe von 20 Metern. Künstler aus Wien, Budapest und Arad fertigten die Innendekoration. Ein 36-armiger Kronleuchter nach dem Vorbild der Wiener Oper sorgte für die Innenbeleuchtung. Dieser wurde nach einem Brand durch einen elektrischen Kronleuchter von Siemens ersetzt. Zeitgleich stattete man die Bühne mit einem 80 Tonnen schweren eisernen Vorhang aus.
Bei den Renovierungsarbeiten nach dem Brand von 1957 wurde das ganze Gebäude dem Theater übertragen. Die Mieter und Läden, die in dem Gebäude untergebracht waren, mussten ausziehen. Das Theater konnte somit großzügig ausgestattet werden. Es erhielt neben dem großen Theatersaal mit 400 Plätzen, in dem vorwiegend klassische Stücke vorgeführt werden noch einen kleinen, den so genannten Studio-Saal mit 100 Plätzen, in dem moderne Kunst aufgeführt wird.

## Ensemble
Das Ensemble unter der Leitung des Intendanten Laurian Oniga zählt:
- 28 Schauspieler
- zwei Regisseure
- drei Bühnenbildner.[4]

## Auszeichnung Bene Merenti
Das Theater organisiert jährlich das Internationale Theaterfestival Arad, an dem namhafte Ensembles aus dem In- und Ausland teilnehmen. Seit 2011 verleihen die Organisatoren des Festivals die von Valer Blidar gestiftete Medaille bene merenti. In diesem Jahr wird die Auszeichnung dem Schauspieler Victor Rebengiuc für seine künstlerische Leistung verliehen.

## Festivals
Das Theater ist Schauplatz des Festivalul Internațional de Teatru Clasic, Arad (FITCA; internationales Festival des klassischen Theaters) und des Festivalul Internațional de Teatru Nou (FITN; internationales Festival des neuen Theaters), die jeweils jährlich im November bzw. Mai ausgetragen werden.